# Alchemilla minutidens
Alchemilla minutidens es una especie de planta del género Alchemilla, perteneciente a la familia Rosaceae.

## Taxonomía
Alchemilla minutidens fue descrita por Robert Buser en 1909.

## Distribución
Se encuentra en el territorio de Francia y Suiza.